# Srimati Lachman
Srimati Lachman, voluit Srimati Manradjie Sadhoe Lachman (28 februari 1931 - 28 maart 2009), was een Surinaams baithak-gana-zangeres.

## Biografie
Srimati Manraji Sadhoe is een dochter van Indiase ouders die met een van de laatste groepen de overtocht maakten naar Suriname. Van haar moeder kreeg ze op jonge leeftijd de interesse voor muziek mee. Ze trouwde in 1947 met pandit Sewpersad Lachman en ze vestigden zich aan de Welgedacht C aan de rand van Paramaribo. Ze kregen acht kinderen en was verkoopster op de markt. In de avonduren bleef ze musiceren.
Haar stem en talent vielen op, waardoor ze geregeld gevraagd werd om op te treden. Ze trok de aandacht ook vanwege het uitbundige goud dat ze droeg. Ze was een van de vrouwelijke pioniers in de baithak gana, naast zangeressen als Dropati, Annie Bodha, Srimati Popiyá en Zuster Champa.
In 1987 maakte ze de oversteek naar Nederland, waar ze bleef optreden. In de jaren 1990 werd ze meermaal onderscheiden.
In 2007 stopte ze met optreden vanwege gezondheidsproblemen. Na een ziekbed van twee jaar overleed ze op 28 maart 2009. Srimati Lachman is 78 jaar oud geworden.